# Élie Doté
Élie Doté, né le 9 juillet 1948 à Bangui, est un homme politique centrafricain, Premier ministre en exercice du 13 juin 2005 au 22 janvier 2008.

## Biographie
Élie Doté est diplômé d'économie agricole de l'université Montpellier 2. Il commence par travailler au ministère de l'Agriculture de 1974 à 1980. Il intègre ensuite la Banque africaine de développement où il est expert en question d'économie agricole. Avant d'être nommé Premier ministre par le président François Bozizé, il était chef depuis le 1er août 2001 du département agriculture et développement rural pour l'Afrique de l'Ouest à la BAD, en poste à Tunis. 
Élie Doté est très peu connu sur la scène politique centrafricaine et sa nomination a été une surprise. Ses bonnes relations et sa connaissance des rouages des organisations financières internationales telles la Banque mondiale ou le Fonds monétaire international sont des atouts pour un pays comme la RCA déjà lourdement endetté (la dette extérieure centrafricaine était estimée à 1,3 milliard de dollars en 2003). Élie Doté est marié et père de 6 enfants. Il fait partie du peuple mandja, localisé dans le nord du pays.
Élie Doté fut le premier Premier ministre de la VIe République, il a été nommé du 13 juin 2005 au 18 janvier 2008, date à laquelle il remet sa démission et est remplacé le 22 janvier par Faustin-Archange Touadéra.